# Tokyo Girls Collection
Tokyo Girls Collection (jap. 東京ガールズコレクション Tōkyō Gāruzu Korekushon, skrót: TGC) – to odbywająca się dwa razy w roku (wiosna-lato, jesień-zima) impreza modowa zapoczątkowana w 2005 roku. Głównym celem jest sprzedaż gotowej do noszenia odzieży dla młodych kobiet, której towarzyszą pokazy mody i koncerty na żywo. Jest to jedno z największych wydarzeń modowych w Japonii.

## Historia
Aby uczcić piątą rocznicę powstania mobilnej strony modowej girlswalker.com, Fumitaro Ohama, ówczesny redaktor naczelny i webmaster, wpadł na pomysł modowej imprezy, tak też został przewodniczącym komitetu organizacyjnego TGC. Ohama opisał temat kolekcji jako „Japońskie prawdziwe ubrania dla świata”, a koncepcję jako „Branding Japan”.
Pierwotnie nazwa wydarzenia miała brzmieć „Tokyo Girls Walker Collection”, ale Ohama chciał uczynić z tej kolekcji festiwal, który promowałby japońską kulturę i prezentował światu autentyczne japońskie ubrania, więc nazwał kolekcję „Tokyo Girls Collection” i przedstawił ją jako „Wydarzenie, na którym można doświadczyć prawdziwej tokijskiej mody”.